# Convento di San Francesco (Montepulciano)
Il convento di San Francesco si trova nel centro storico di Montepulciano, in provincia di Siena e diocesi di Montepulciano-Chiusi-Pienza.

## Architettura
Di origine duecentesca, fu ampliata nel XVII secolo dai Francescani. È ancora identificabile l'ingresso della chiesa originaria che comprendeva l'attuale transetto. Il parato esterno è a mattoni con inserzioni di conci di travertino e pietra tufacea. La scarsella absidale ha al centro una grande arcata gotica tamponata.
Sul fianco sinistro si erge la torre campanaria; su quello destro sono posti il portale gotico, l'ingresso principale e i resti di un pulpito.
L'interno è a croce latina ad una navata. La scarsella absidale è affiancata da due cappelle decorate da stucchi ed affreschi della seconda metà del 1500. In una cappella si trova un affresco con la Madonna col Bambino e santi di scuola senese del XIV secolo.
Attualmente la chiesa non è adibita al culto.
Attorno al 1290 Bartolomeo Pucci-Franceschi, beatificato per equipollenza nel 1880, abbracciò la vita religiosa tra i francescani di questo convento; le sue reliquie furono venerate nella chiesa conventuale fino al 1930, quando vennero trasferite in Sant'Agostino.